# Orgelbau Kuhn AG
Orgelbau Kuhn AG es una empresa suiza de construcción de órganos con sede en Männedorf en el cantón de Zúrich.
La empresa fue fundada en 1864 por Johann Nepomuk Kuhn en Männedorf después de que la comunidad reformada allí construyera un nuevo órgano de iglesia.
En las décadas siguientes, el constructor de órganos de Kuhn y su competidor Friedrich Goll dominaron la construcción de órganos suiza.
El hijo del fundador, Carl Theodor Kuhn (1865-1925), asumió la dirección en 1888. En 1906 fundó la sucursal de Nancy, la segunda en Francia después de Bellegarde. La sucursal de Bellegarde se fusionó con Charles Michel Merklin en Lyon en 1907. En 1925 la empresa se transfirió a "Orgelbau Th. Kuhn Aktiengesellschaft".
En 1958 se reanudó la exportación de nuevos órganos. Friedrich Jakob se convirtió en director en 1967. Después de que el departamento de restauración interno comenzara en 1974, en 1979 comenzaron a aumentar las actividades de restauración en el extranjero. A partir de 1988 se concentró en la exportación de nuevos órganos. En 2000, el nombre de la empresa se cambió a "Orgelbau Kuhn AG".
La empresa tiene la forma jurídica de sociedad anónima y está inscrita en el registro mercantil del Cantón de Zúrich. Orgelbau Kuhn AG es miembro de la Sociedad Suiza de Constructores de Órganos (OSG) y de la Sociedad Internacional de Constructores de Órganos (ISO). El director general y gerente de “Tecnología y Diseño” es Hans-Peter Keller. El constructor de órganos Gunter Böhme es director de la división "Sonido y restauración", el constructor de órganos Markus Hahn es el director de "Mantenimiento de órganos". El presidente del Consejo de Administración es Dieter Utz.